# Nekrolog 1767
Nekrolog
◄◄
| ◄
| 1763
| 1764
| 1765
| 1766
| 1767 | 1768 | 1769 | 1770 | 1771 | ► | ►►
Weitere Ereignisse | Allgemeiner Nekrolog 1767
Die Beschreibung der verstorbenen Person sollte so kurz wie möglich gehalten sein und nur deren signifikante Tätigkeit(en) enthalten.
Neue Namen ggf. auch unter dem Geburts- und Sterbedatum, also etwa unter 1. Januar und im Geburts- und Sterbejahr (2024) eintragen (nur bei entsprechender großer Wichtigkeit). Für Beispiele siehe die schon vorhandenen Artikel.
Außerdem über die fünf zuletzt Verstorbenen, zu denen es einen ausreichend guten Artikel für eine Präsentation auf der Hauptseite gibt, nach der todesbedingten Überarbeitung der Artikel ggf. auch unter Wikipedia Diskussion:Hauptseite informieren und sie am besten auch in den anderen Wikipedia-Sprachversionen eintragen. Tipp: Regelmäßig bei news.google.de nach „ist tot“, „gestorben“ oder „verstorben“ suchen.
Wenn eine Person gestorben ist, gibt es viele Seiten zu dieser Person in der Wikipedia, die davon auch betroffen sind und entsprechend aktualisiert werden müssen. Beispiele: Namenübersichtsseite, Geburtsjahr, Geburtsort-Seiten und viele mehr.
Wie finde ich die betroffenen Seiten?
Im Suchfeld auf der linken Seite gibt man den Suchbegriff so ein: „Vorname Nachname“. Dann klickt man auf Volltext und alle Seiten mit entsprechendem Suchtext werden aufgerufen. Hier sieht man dann schnell, wo auch das Todesjahr Sinn macht oder sogar ein Teil des Artikels angepasst werden muss. Auch hilft das „Werkzeug“ auf der linken Seite sehr gut, um solche Seiten aufzufinden: „Links auf diese Seite“. Somit ist die Wikipedia wieder aktuell in allen Bereichen! Hinweis: bei Eintragung der Kategorie „Gestorben JAHR“ wird der Missbrauchsfilter 49 ausgelöst, was jedoch nicht schlimm ist. Siehe: Spezial:Missbrauchsfilter/49
Dies ist eine Liste von im Jahr 1767 verstorbenen bekannten Persönlichkeiten. Die Einträge erfolgen innerhalb der einzelnen Daten alphabetisch sortiert. Tiere sind im Nekrolog für Tiere zu finden.

## Januar
| Tag        | Name                                      | Beruf, bekannt als                                                                   | Alter | Beleg |
| ---------- | ----------------------------------------- | ------------------------------------------------------------------------------------ | ----- | ----- |
| 2. Januar  | Karl Lwowitsch von Frauendorf             | kaiserlich russischer Generalmajor und der erste Gouverneur des Gouvernement Irkutsk |       |       |
| 2. Januar  | Joachim Johann Daniel Zimmermann          | deutscher Theologe und Kirchendichter                                                | 56    |       |
| 3. Januar  | Sigismund Calles                          | österreichischer Jesuit und Historiker                                               | 70    |       |
| 3. Januar  | Eberhard von Gemmingen-Hornberg           | kaiserlicher Feldmarschall-Leutnant, Kommandeur von Luxemburg                        | 78    |       |
| 3. Januar  | Luca Antonio Predieri                     | italienischer Komponist Barock                                                       | 78    |       |
| 6. Januar  | Abraham Mendle                            | Hoffaktor                                                                            |       |       |
| 6. Januar  | Georg Hermann Richerz                     | deutscher lutherischer Geistlicher                                                   | 50    |       |
| 9. Januar  | Francesca Bertolli                        | italienische Opernsängerin                                                           |       |       |
| 14. Januar | Johann Philipp Crollius                   | deutscher Pädagoge                                                                   | 74    |       |
| 15. Januar | Frederik Vilhelm von Holstein             | dänischer Amtmann und Hofbeamter                                                     | 63    |       |
| 16. Januar | Franz Joseph Burgener                     | Landeshauptmann im Wallis                                                            |       |       |
| 16. Januar | Johann Jakob Greif                        | deutscher lutherischer Theologe und Historiker                                       |       |       |
| 17. Januar | Hermann Joseph Hartzheim                  | deutscher katholischer Priester und Angehöriger des Jesuitenordens                   | 73    |       |
| 20. Januar | Étienne de Silhouette                     | französischer Finanzminister unter Ludwig XV.                                        | 57    |       |
| 21. Januar | Johann Sigismund Macquire von Inniskillen | kaiserlich und königlich Generalfeldzeugmeister, Verteidiger von Dresden             |       |       |
| 22. Januar | Johann Gottlob Lehmann                    | deutscher Mineraloge und Geologe                                                     | 47    |       |
| 24. Januar | Jean-Baptiste-François-Joseph de Sade     | französischer Diplomat und Offizier                                                  |       |       |

## Februar
| Tag         | Name                                     | Beruf, bekannt als                                | Alter | Beleg |
| ----------- | ---------------------------------------- | ------------------------------------------------- | ----- | ----- |
| 1. Februar  | Gottfried Kleiner                        | deutscher Kirchenlieddichter                      | 75    |       |
| 7. Februar  | Christian Crusius                        | deutscher Rhetoriker und Historiker               | 51    |       |
| 3. Februar  | Johann Georg Glume                       | deutscher Bildhauer                               | 88    |       |
| 9. Februar  | Hubert Drouais                           | französischer Maler                               | 67    |       |
| 12. Februar | Quinault-Dufresne                        | französischer Schauspieler                        | 73    |       |
| 15. Februar | Johann Christian Edelmann                | deutscher Schriftsteller                          | 68    |       |
| 15. Februar | Michael Larionowitsch Woronzow           | russischer Diplomat, Vizekanzler und Großkanzler  | 52    |       |
| 16. Februar | Johann Friedrich Faselius                | deutscher Mediziner                               | 45    |       |
| 19. Februar | François Boissier de Sauvages de Lacroix | französischer Arzt, Botaniker und Hochschullehrer | 60    |       |
| 22. Februar | Johann Martin Bernigeroth                | deutscher Kupferstecher                           | 53    |       |
| 23. Februar | Quirin Mickl                             | Abt des Klosters Hohenfurt                        | 55    |       |
| 24. Februar | Cölestin Gugger von Staudach             | Fürstabt des Klosters St. Gallen                  | 65    |       |

## März
| Tag      | Name                                   | Beruf, bekannt als                                                              | Alter | Beleg |
| -------- | -------------------------------------- | ------------------------------------------------------------------------------- | ----- | ----- |
| 7. März  | Jean-Baptiste Le Moyne de Bienville    | französischer Kolonist und Gouverneur von Louisiana                             | 87    |       |
| 10. März | Erdmann Gottfried Schneider            | Bürgermeister von Bautzen                                                       | 66    |       |
| 13. März | Maria Josepha von Sachsen              | Prinzessin von Polen und Sachsen und durch Heirat Kronprinzessin von Frankreich | 35    |       |
| 15. März | Johann Carl Sigmund Haussdörffer       | deutscher Orgelbauer                                                            | 52    |       |
| 15. März | Johann Georg Schmidt                   | deutscher Kupferstecher                                                         | 72    |       |
| 18. März | Thaddäus Ferdinand Lipowsky            | deutscher Justiz- und Kameralbeamter sowie Violinist und Komponist              | 28    |       |
| 20. März | Firmin Abauzit                         | französischer Philosoph, Physiker und protestantischer Theologe                 | 87    |       |
| 22. März | Francis Russell, Marquess of Tavistock | britischer Adliger und Politiker                                                | 27    |       |
| 22. März | Johann Peter Süßmilch                  | deutscher Pfarrer, Statistiker und Demograph                                    | 59    |       |
| 24. März | Antonio Andrea Galli                   | italienischer Geistlicher und Kardinal der Römischen Kirche                     | 69    |       |
| 24. März | Christian Friedrich Zincke             | deutscher, in England tätiger Miniaturmaler                                     |       |       |
| 27. März | Johann Friedrich Hobbahn               | deutscher evangelischer Geistlicher, Dekan in Bietigheim                        | 73    |       |
| 30. März | Johann Christoph Glaubitz              | schlesischer Baumeister in Litauen                                              |       |       |
| 31. März | George Wilhelm von Sydow               | preußischer Landrat                                                             | 67    |       |

## April
| Tag       | Name                                                  | Beruf, bekannt als                                                                                         | Alter | Beleg |
| --------- | ----------------------------------------------------- | --- | ----- | ----- |
| 3. April  | Elisabeth Sophie Marie von Schleswig-Holstein-Norburg | Herzogin von Braunschweig und Lüneburg, Fürstin von Braunschweig-Wolfenbüttel, Büchersammlerin und Autorin | 83    |       |
| 5. April  | Charlotte Wilhelmine von Sachsen-Coburg-Saalfeld      | deutsche Prinzessin, durch Heirat Gräfin von Hanau-Münzenberg                                              | 81    |       |
| 7. April  | Johann Gottlob Carpzov                                | deutscher evangelischer Theologe                                                                           | 87    |       |
| 7. April  | Ekathat                                               | letzter Herrscher des Königreiches Ayutthaya in Siam                                                       |       |       |
| 9. April  | Johann Georg Meindl                                   | Aufrührer und Anführer der Bayerischen Volkserhebung                                                       | 84    |       |
| 10. April | Johann Elias Ridinger                                 | deutscher Tiermaler, Kupferstecher und Radierer                                                            | 69    |       |
| 15. April | Johann David Gschwend                                 | deutscher Pädagoge, Historiker, Autor                                                                      | 75    |       |
| 24. April | Georg Wilhelm von der Goltz                           | polnischer General und Diplomat                                                                            | 45    |       |
| 26. April | Peter Heel                                            | deutscher Rokokobildhauer                                                                                  | 70    |       |

## Mai
| Tag     | Name                                        | Beruf, bekannt als                                                                             | Alter | Beleg |
| ------- | ------------------------------------------- | ---------------------------------------------------------------------------------------------- | ----- | ----- |
| 6. Mai  | José Antonio Manso de Velasco               | Gouverneur von Chile, Vizekönig von Peru                                                       |       |       |
| 8. Mai  | Johann August von Sachsen-Gotha-Altenburg   | Prinz von Sachsen-Gotha, Reichsgeneralfeldmarschall                                            | 63    |       |
| 10. Mai | Christian Ulrich Grupen                     | deutscher Jurist und Autor, Bürgermeister von Hannover (1728–1767)                             | 74    |       |
| 10. Mai | Philipp Loth von Seers                      | preußischer Generalmajor, Chef des Ingenieurskorps und Kommandant der Festung Schweidnitz      |       |       |
| 14. Mai | Philipp Heinrich Kisling                    | badischer Hofmaler und Porträtist                                                              | 53    |       |
| 15. Mai | Franz Gottlieb Spöckner                     | Salzburger Tanzmeister                                                                         |       |       |
| 16. Mai | August Franz Friedrich zu Castell-Remlingen | deutscher Landesherr                                                                           | 61    |       |
| 17. Mai | Roger Wolcott                               | amerikanischer Kolonialgouverneur                                                              | 88    |       |
| 21. Mai | Anselm Erb                                  | Abt der Reichsabtei Ottobeuren                                                                 | 79    |       |
| 21. Mai | Franz Anton Ermeltraut                      | deutscher Maler des Barock und Hofmalerei-Inspektor                                            | 49    |       |
| 22. Mai | Johann Georg Ehbruster                      | Baumeister                                                                                     |       |       |
| 25. Mai | Jeanne-Elisabeth Labatte                    | französische Schauspielerin                                                                    |       |       |
| 25. Mai | Niccolò Oddi                                | italienischer Geistlicher, Kardinal, Diplomat und Erzbischof                                   | 51    |       |
| 26. Mai | Heinrich von Preußen                        | königlich preußischer Generalmajor                                                             | 19    |       |
| 28. Mai | Maria Josepha von Bayern                    | Tochter von Kaiser Karl VII. Albrecht, Prinzessin von Bayern und Böhmen, durch Heirat Kaiserin | 28    |       |
| 29. Mai | Johann Dietrich von Hülsen                  | preußischer Generalleutnant                                                                    | 73    |       |

## Juni
| Tag      | Name                                   | Beruf, bekannt als                                                           | Alter | Beleg |
| -------- | -------------------------------------- | ---------------------------------------------------------------------------- | ----- | ----- |
| 9. Juni  | Wilhelm August Carl Slevogt            | kurfürstlich-sächsischer Kommissionsrat und Amtmann sowie Rittergutsbesitzer | 57    |       |
| 10. Juni | Alexander Theodor von Oliva            | Bürgermeister der Reichsstadt Aachen                                         |       |       |
| 13. Juni | Christian Wilhelm Grundmann            | preußischer Obergerichtsrat in der Uckermark                                 |       |       |
| 14. Juni | Johann Georg Wagner                    | deutscher Landschaftsmaler und Radierer                                      | 22    |       |
| 16. Juni | Louis de Gand de Merode de Montmorency | französischer Militär, Marschall von Frankreich                              | 88    |       |
| 21. Juni | Władysław Aleksander Łubieński         | polnischer Erzbischof                                                        | 63    |       |
| 23. Juni | Johann Hermann von L’Estocq            | Chirurg und Günstling der russischen Kaiserin Elisabeth                      | 75    |       |
| 24. Juni | Johan Henrik Freithoff                 | dänisch-norwegischer Komponist des Barock                                    |       |       |
| 15. Juni | Justus Juncker                         | deutscher Genre- und Blumenmaler                                             | 63    |       |
| 25. Juni | Gottfried Sellius                      | Jurist und Naturforscher                                                     |       |       |
| 25. Juni | Georg Philipp Telemann                 | deutscher Barock-Komponist                                                   | 86    |       |
| 28. Juni | Friedrich Gottfried Houck              | deutscher Rechtswissenschaftler                                              | 58    |       |

## Juli
| Tag      | Name                                  | Beruf, bekannt als                              | Alter | Beleg |
| -------- | ------------------------------------- | ----------------------------------------------- | ----- | ----- |
| 2. Juli  | Christoph Andreas Mangold             | deutscher Gelehrter, Mediziner und Chemiker     |       |       |
| 3. Juli  | Matthew Dubourg                       | irischer Violinist und Komponist                |       |       |
| 4. Juli  | Balthasar Geyder                      | deutscher lutherischer Theologe                 | 86    |       |
| 10. Juli | Johann Friedrich                      | Fürst von Schwarzburg-Rudolstadt                | 46    |       |
| 10. Juli | Alexander Monro I.                    | schottischer Anatom                             | 69    |       |
| 15. Juli | Catherine-Jeanne Dupré                | französische Schauspielerin                     | 61    |       |
| 17. Juli | Norbert Grund                         | böhmischer Maler des Rokoko                     | 49    |       |
| 17. Juli | Joseph Anton von Plaz                 | kaiserlicher Generalfeldzeugmeister             | 89    |       |
| 23. Juli | Daniel Gralath der Ältere             | deutscher Physiker und Bürgermeister von Danzig | 59    |       |
| 26. Juli | Henrietta Howard, Countess of Suffolk | Mätresse von König Georg II.                    |       |       |
| 26. Juli | Paul Gottlieb Werlhof                 | deutscher Arzt und Poet                         | 68    |       |
| 27. Juli | Johann Georg von Lestwitz             | preußischer Generalleutnant                     |       |       |
| 31. Juli | Joseph Michael Schnöller              | Baumeister und Architekt                        | 59    |       |

## August
| Tag        | Name                                        | Beruf, bekannt als                                                                    | Alter | Beleg |
| ---------- | ------------------------------------------- | ------------------------------------------------------------------------------------- | ----- | ----- |
| 2. August  | Johann David Steinmüller                    | deutscher Theologe                                                                    | 58    |       |
| 6. August  | Georg Ludwig von Bar                        | deutscher Domherr, Schriftsteller und Übersetzer                                      | 66    |       |
| 6. August  | Johann Christoph von Bartenstein            | österreichischer Staatsmann und Diplomat                                              | 77    |       |
| 6. August  | Antonio Zaniboni                            | italienischer Dichter, Librettist und Redner                                          |       |       |
| 13. August | Friedrich Kaspar von Elmendorf              | kaiserlicher Generalmajor und einer der ersten Ritter des Maria-Theresia-Ordens       |       |       |
| 15. August | Friedrich Michael von Pfalz-Birkenfeld      | Pfalzgraf und Herzog von Pfalz-Zweibrücken-Birkenfeld                                 | 43    |       |
| 17. August | Gaspare Diziani                             | italienischer Barockmaler                                                             | 77    |       |
| 19. August | Karl Georg Friedrich von Flemming           | sächsischer Politiker und Diplomat                                                    | 61    |       |
| 23. August | Jean Deschamps                              | deutsch-französischer Philosoph, preußischer Hofprediger, Theologe und Schriftsteller | 60    |       |
| 26. August | Johann Michael Beer von Bleichten           | österreichischer Architekt und Baumeister                                             | 67    |       |
| 28. August | Friedrich Wilhelm Gottfried Arnd von Kleist | preußischer Generalmajor und Führer eines Freikorps im Siebenjährigen Krieg           | 42    |       |
| 28. August | Johann Schobert                             | deutscher Komponist, Pianist und Cembalist                                            |       |       |

## September
| Tag           | Name                              | Beruf, bekannt als                            | Alter | Beleg |
| ------------- | --------------------------------- | --------------------------------------------- | ----- | ----- |
| 1. September  | Johann Gottfried Arndt            | Historiker                                    | 54    |       |
| 4. September  | Charles Townshend                 | englischer Aristokrat und Politiker           | 42    |       |
| 5. September  | Thomas Smith of Derby             | englischer Landschaftsmaler und Kupferstecher |       |       |
| 7. September  | Christoph Friedrich Geiger        | deutscher Jurist und Hochschullehrer          | 55    |       |
| 8. September  | Ludwig August von Dieskau         | französischer Generalleutnant                 | 66    |       |
| 11. September | Alexander Borissowitsch Buturlin  | russischer Feldherr                           | 73    |       |
| 14. September | Konrad Christoph von Lehrbach     | Ritter des Deutschen Ordens                   | 89    |       |
| 17. September | Edward, Duke of York and Albany   | britischer Prinz und Admiral                  | 28    |       |
| 19. September | Johann Peter Migendt              | Orgelbauer                                    |       |       |
| 28. September | Friedrich Carl zu Stolberg-Gedern | deutscher Politiker                           | 73    |       |

## Oktober
| Tag         | Name                                 | Beruf, bekannt als                                                         | Alter | Beleg |
| ----------- | ------------------------------------ | -------------------------------------------------------------------------- | ----- | ----- |
| 5. Oktober  | Francis Wise                         | englischer Archivar                                                        | 72    |       |
| 10. Oktober | Franz Leopold de Longueval           | k.k. wirklicher Geheimer Rat, Oberlandhofmeister im Königreich Böhmen      | 63    |       |
| 11. Oktober | Benedikt Denzel                      | fünfundzwanzigster Abt der Reichsabtei Ochsenhausen                        | 75    |       |
| 14. Oktober | Ernst von Apfaltern                  | österreichischer Jesuit und Philosoph                                      | 47    |       |
| 15. Oktober | Maria Josepha von Österreich         | Tochter von Kaiser Franz Stephan                                           | 16    |       |
| 16. Oktober | Nikita Jurjewitsch Trubezkoi         | russischer Staatsmann, Generalprokureur und Feldmarschall                  | 68    |       |
| 22. Oktober | Luise Dorothea von Sachsen-Meiningen | durch Heirat Herzogin von Sachsen-Gotha-Altenburg                          | 57    |       |
| 27. Oktober | Burkhard Christoph von Münnich       | deutschstämmiger Generalfeldmarschall und Politiker in russischen Diensten | 84    |       |
| 31. Oktober | Petrus Johannes Meindaerts           | niederländischer alt-katholischer Erzbischof von Utrecht                   | 82    |       |

## November
| Tag          | Name                                               | Beruf, bekannt als                                                                              | Alter | Beleg |
| ------------ | -------------------------------------------------- | ----------------------------------------------------------------------------------------------- | ----- | ----- |
| 12. November | Christoph Heinrich von Arnim                       | sächsischer Landtagsabgeordneter, schriftsässiger Rittergutsbesitzer und Kammerherr             | 68    |       |
| 15. November | Giuseppe Maria Feroni                              | Kardinal der Römischen Kirche, Kurienerzbischof                                                 | 74    |       |
| 15. November | Johann Franz von Pretlack                          | katholischer Reichs-Generalfeldzeugmeister sowie k.k. Gesandter und k.k. General der Kavallerie | 59    |       |
| 17. November | Giovanni Battista Pittoni                          | italienischer Maler Zeichner des Spätbarock und Rokoko                                          | 80    |       |
| 19. November | Ambrosius Rappert                                  | deutscher Geistlicher und Abt des Klosters Liesborn                                             | 71    |       |
| 23. November | Franz Christoph Anton von Hohenzollern-Sigmaringen | Domherr und Minister                                                                            | 68    |       |
| 25. November | Johann Wilhelm Krafft                              | deutscher reformierter Theologe                                                                 | 71    |       |
| November     | Jean-Henri Maubert de Gouvest                      | französischer Herausgeber, Schriftsteller und Philosoph                                         |       |       |

## Dezember
| Tag          | Name                     | Beruf, bekannt als                                                          | Alter | Beleg |
| ------------ | ------------------------ | --------------------------------------------------------------------------- | ----- | ----- |
| 6. Dezember  | Benedetto Alfieri        | italienischer Baumeister                                                    |       |       |
| 6. Dezember  | Anders Polhammar         | schwedischer Uhrenmacher und Fabrikverwalter                                | 62    |       |
| 7. Dezember  | Friedrich Karl von Buri  | deutscher Jurist und Diplomat                                               | 65    |       |
| 9. Dezember  | Johann Jacob Haid        | deutscher Maler und Kupferstecher                                           |       |       |
| 17. Dezember | Johann Michael Klein     | deutscher Zimmerermeister                                                   |       |       |
| 22. Dezember | John Newbery             | englischer Verleger und Buchhändler                                         | 54    |       |
| 23. Dezember | Johann Georg Aichgasser  | deutscher Orgelbauer                                                        |       |       |
| 23. Dezember | Carl Friedrich von Kraut | Oberhofmarschall von Prinz Heinrich von Preußen                             | 64    |       |
| 28. Dezember | Emer de Vattel           | Schweizer Völkerrechtler                                                    | 53    |       |
| Dezember     | Jan Lauwryn Krafft       | Kupferstecher, Radierer, Formschneider, Schriftsteller, Verleger und Sänger |       |       |
| Dezember     | Johann Peter Moll        | deutscher Baumeister des Barock                                             |       |       |

## Datum unbekannt
| Tag | Name                                       | Beruf, bekannt als                                                          | Alter | Beleg |
| --- | ------------------------------------------ | --------------------------------------------------------------------------- | ----- | ----- |
|     | Raphael Bachi                              | Pariser Miniaturmaler                                                       |       |       |
|     | Emanuel Bowen                              | Kupferstecher und Kartograf                                                 |       |       |
|     | Irène du Buisson de Longpré                | Mätresse des französischen Königs Ludwig XV.                                |       |       |
|     | Henry David Erskine, 10. Earl of Buchan    | schottischer Adeliger                                                       |       |       |
|     | Kitty Fisher                               | britische Kurtisane                                                         |       |       |
|     | Johann Eberhard Hoffmann                   | Bürgermeister von Elberfeld                                                 |       |       |
|     | Nicolas de la Grange                       | französischer Dramenautor, Übersetzer                                       |       |       |
|     | Johann Michael Kohler                      | württembergischer Chirurg, Perückenmacher, sowie Bürgermeister von Tübingen | 86    |       |
|     | Ong Long                                   | König des laotischen Königreichs Vientiane                                  |       |       |
|     | August Friedrich Marschall von Bieberstein | königlich preußischer Oberst, Chef des Garnisons-Regiments Nr. 3            |       |       |
|     | Franz Xaver Karl Palko                     | österreichischer Maler                                                      |       |       |
|     | Bertin Quentin                             | französischer Komponist und Violinist                                       |       |       |
|     | Pere Rabassa                               | katalanischer Kapellmeister, Musikwissenschaftler und Komponist             |       |       |
|     | Johann Ernst Rentzsch                      | Maler                                                                       |       |       |
|     | Jean-Baptiste Salomon                      | französischer Geigenbauer                                                   |       |       |
|     | Giuseppe Zocchi                            | italienischer Maler                                                         |       |       |